# Nyboda–Enskede Järnväg
Nyboda-Enskede Järnväg, också kallad Slakthusbanan eller Slakthusjärnvägen var en industrijärnväg i södra Stockholm. Sedan år 2000 används en del av banvallen för snabbspårvägen Tvärbanan.

## Historia

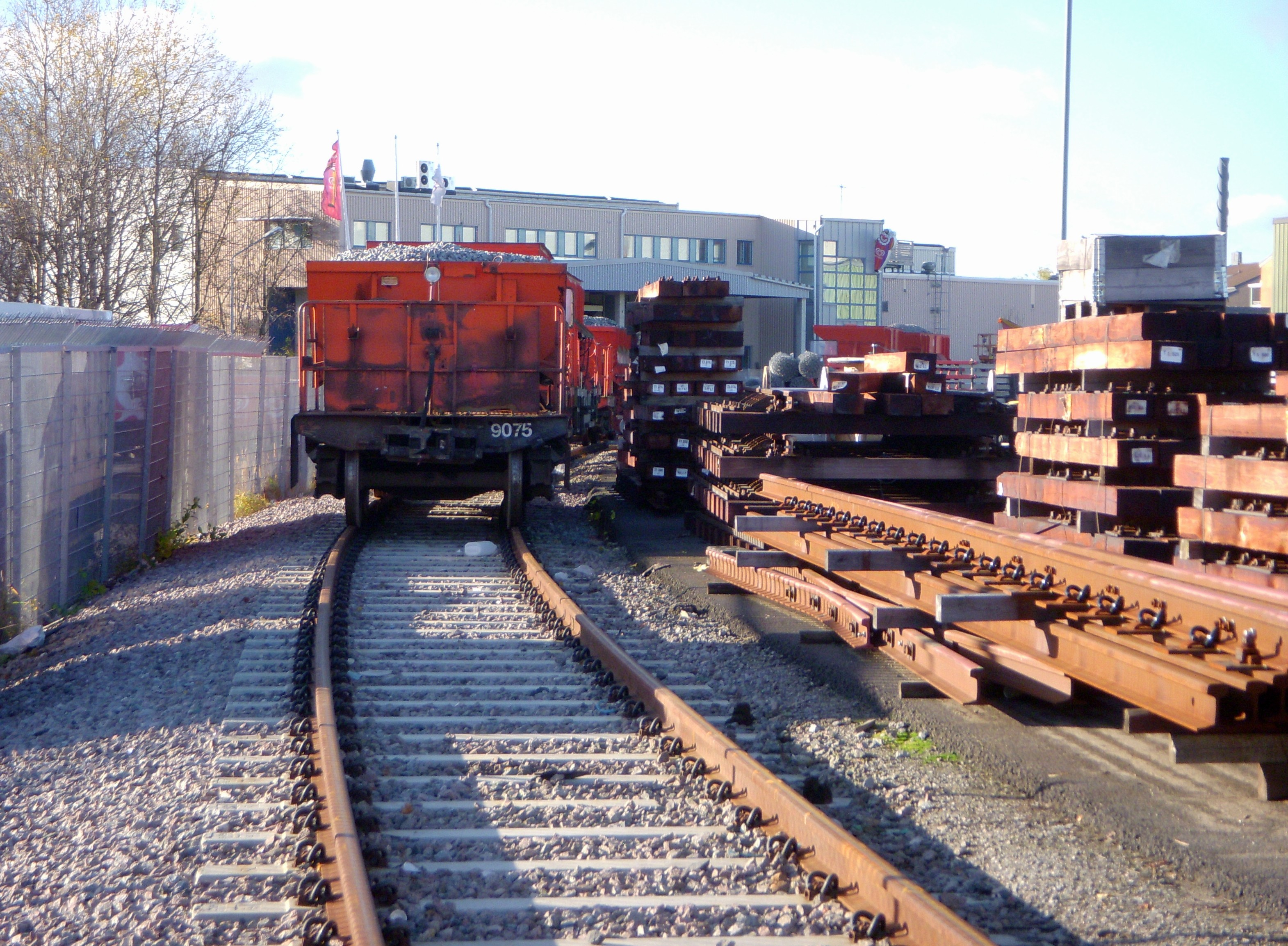
SL:s tidigare bandepå i Slakthusområdet.

Stockholms stad erhöll koncession för järnvägen den 20 november 1908. Banan utgick ifrån Västra stambanan vid Nyboda söder om Nybodatunnlarna men tågen utgick ifrån Liljeholmens järnvägsstation. Den gick nästan i rak östlig riktning och slutade i Slakthusområdet. Den var färdig för byggtrafik den 3 oktober 1910 och öppnade för allmän godstrafik den 5 februari 1912. När Årstabron öppnades 1929 byggdes den nya västra stambanasträckningen på en viadukt över Slakthusbanan som fortfarande gick till Liljeholmens järnvägsstation. En anslutning till Västra stambanan norrut mot Stockholm södra öppnades senare. 
I samband med byggandet av Älvsjö godsbangård färdig 1972 bröts anslutningen till Liljeholmen och banan anslöts till den nya godsbangården, varifrån den gick förbi Årsta partihallar och sedan på en viadukt över Årstalänken (nuvarande Södra länken). Därefter korsade den Sandfjärdsgatan och Huddingevägen (nuvarande Johanneshovsvägen), över Bägerstavägen och Palmfeltsvägen, gick in på Slakthusområdet och till sist runt området in på Arenavägen.  
Trafiken på banan har varit enbart godstrafik som Statens Järnvägar upphörde med år 1990. En tid efter att SÅS (Stockholms Ånglokssällskap) bildades 1974 tillkom en del museijärnvägstrafik. Slakthusbanan var under knappt 20 års tid SÅS hemmabana.  Sista museitågsturen på Slakthusbanan ägde rum den 11 december 1993 – sedan lades Slakthusbanan ned helt vid årsskiftet och revs året inför bygget av Tvärbanan (som byggdes under åren 1996-2000).
När tunnelbanan byggdes fick den spårförbindelse med Slakthusbanan på Enskedebanans sträckning från tunnelbanestation Slakthuset. Fram till Slakthusbanans nedläggning 1993 var detta spårförbindelsen mellan tunnelbanans spår och det övriga järnvägsnätet i Sverige. Förbindelsen användes för leverans av många tunnelbanevagnar. Under åren mellan Slakthusbanans nedläggning och tills att Tvärbanan var tillräckligt färdigbyggd 1999 för den nuvarande anslutningen var tunnelbanan utan spårförbindelse med övriga järnvägsnätet.  

## Nutid
Sträckan mellan Palmfeltsvägen och Åmänningevägen används idag av Tvärbanan.  Den gamla viadukten över Årstalänken är riven och det enda som idag återstår av Slakthusbanan är ett stickspår vid Partihandlarvägen nära Årsta Partihallar.  Ett område i Slakthusområdet användes fram till 2016 som depå av Storstockholms Lokaltrafik, anslutet med ett 500 meter långt stickspår på f.d. Enskedebanan längs Arenavägen i Globenområdet till tunnelbanan nära Globenstationen. Denna verksamhet har flyttas till Hammarbydepån.